# IV съезд РСДРП
IV съезд Росси́йской социа́л-демократи́ческой рабо́чей па́ртии («объединительный», также Стокгольмский съезд РСДРП) состоялся 10-25 апреля (23 апреля — 8 мая) 1906 года в Стокгольме (Швеция).
На съезде присутствовало 112 делегатов с решающими голосами от 57 организаций, 22 делегата с совещательными голосами от 13 организаций совещательным и 12 представителей национальных социал-демократических организаций (Социал-демократия Королевства Польского и Литвы, Латышская социал-демократия, Бунд, представители Украинской, Финляндской и Болгарской с.-д. рабочих партий). По фракционной принадлежности из числа решающих голосов приблизительно 62 принадлежали меньшевикам и 46 — большевикам. Небольшое количество решающих голосов имели примиренцы (так называемый «центр»), в основных вопросах примыкавшие к меньшевикам. Преобладание меньшевиков на съезде определило характер большинства его решений.

## Вопросы

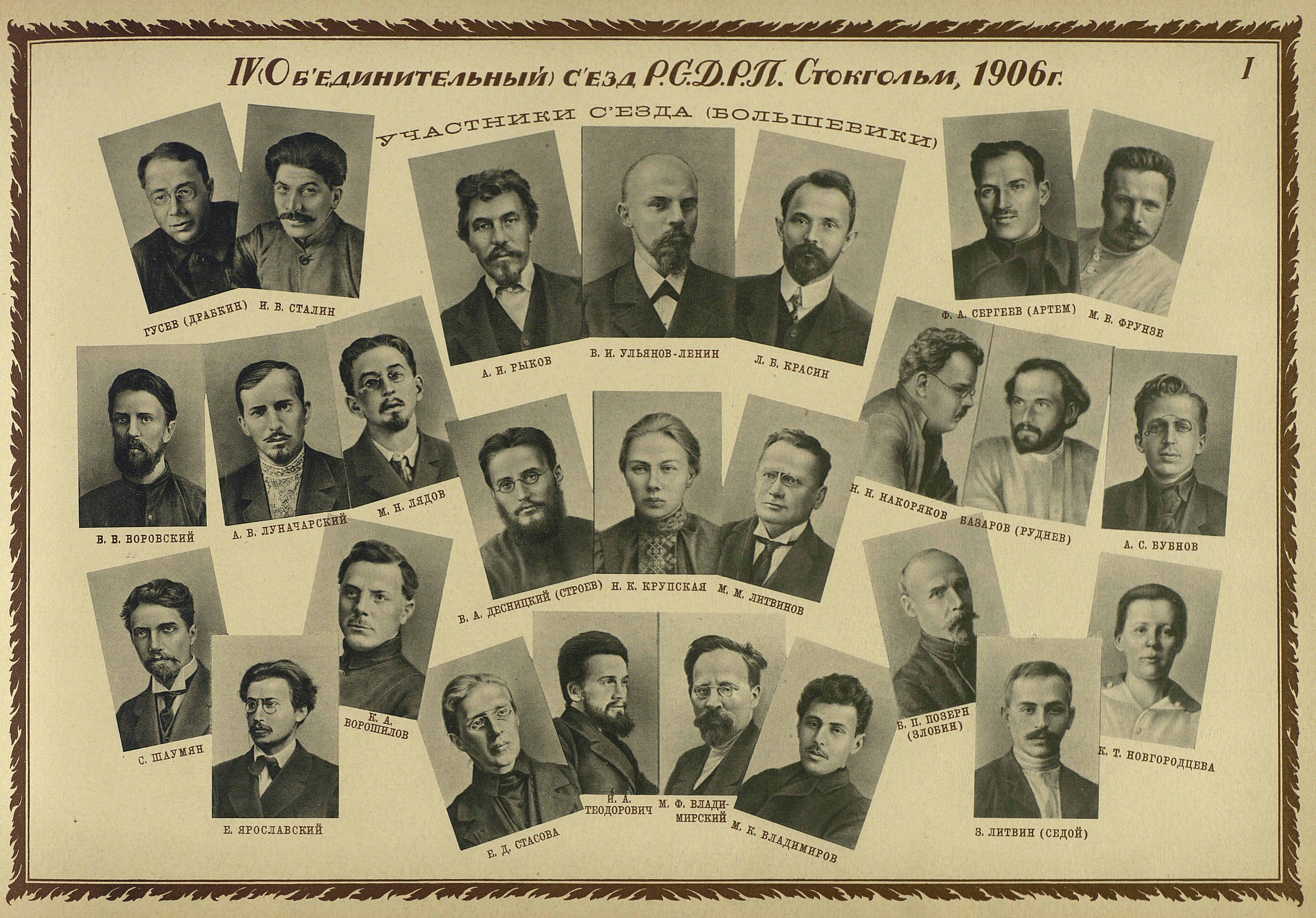
Некоторые делегаты съезда от фракции большевиков

### Аграрная программа
Основным вопросом, вокруг которого развернулась на съезде ожесточенная борьба между фракциями, был вопрос о пересмотре аграрной программы партии. Докладчиками по этому вопросу выступили от большевиков В. И. Ленин, от меньшевиков — Джон (П. Маслов). Большевистский проект аграрной программы был обоснован Лениным в работе «Пересмотр аграрной программы рабочей партии», розданной делегатам съезда. Суть ленинской аграрной программы сводилась к требованию конфискации помещичьих, церковных, монастырских и других земель и, в случае решительной победы революции, к национализации всей земли.
Меньшевистский проект П. Маслова требовал «отчуждения» крупных земельных участков и «муниципализации» их. По этой программе помещичьи земли поступали в руки муниципалитетов, у которых крестьяне должны были арендовать землю каждый по своим силам. При этом меньшевики утверждали, что «муниципализация» позволит избежать появления централизованной бюрократии, неизбежной при реализации ленинского плана национализации, справедливо указывая, что централизованное управление национализированным сельским хозяйством есть задача невероятной сложности.
Кроме основных докладов по аграрному вопросу, на съезде выступили с содокладами Г. В. Плеханов, защищавший с некоторыми поправками проект П. Маслова, Шмидт (П. Румянцев), отстаивавший национализацию в духе ленинского варианта, и «разделист» С. А. Борисов. Программа Борисова ближе всего примыкала к ленинской, но вместо требования национализации земли она выдвигала раздел конфискованных земель в личную собственность крестьянства.
На съезде программу Борисова защищали И. В. Сталин, Матвеев (В. А. Базаров-Руднев), Сакарелов (Н. Сакварелидзе) и другие большевики. Критикуя программу раздела, Ленин отмечал, что она ошибочна, но не вредна. Чтобы не разбивать голосов против меньшевиков, Ленин голосовал на съезде вместе с разделистами.
После напряженной борьбы съезд незначительным большинством голосов утвердил меньшевистскую аграрную программу муниципализации земли с рядом поправок, принятых под давлением большевиков. Большевикам удалось добиться включения в программу, принятую съездом, требования конфискации помещичьей земли, вместо «отчуждения» — в первоначальной меньшевистской программе. По настоянию большевиков в программу был внесен пункт о национализации вод и лесов. Кроме того, съезд признал, что, в случае если нельзя будет провести муниципализацию, партия выскажется за раздел между крестьянами отнятой у помещиков земли. В тактическую резолюцию по аграрному вопросу съездом был вставлен пункт о самостоятельной организации сельскохозяйственного пролетариата.

### Прочие вопросы
Съезд утвердил меньшевистские резолюции о Государственной думе (было решено участвовать в выборах и была принята резолюция «планомерно использовать все конфликты, возникающие между правительством и Думой, как и внутри самой Думы, в интересах расширения и углубления революционного движения»), о вооруженном восстании и принял половинчатое решение о партизанских действиях. Резолюция о вооруженном восстании настойчиво призывала к противодействию всем попыткам вовлечения пролетариата в вооруженное столкновение. Без обсуждения съезд вынес компромиссную резолюцию о профессиональных союзах, признававшую необходимым содействие партии в организации союзов, и резолюцию об отношении к крестьянскому движению. На съезде был решен вопрос об объединении с социал-демократией Польши и Литвы и с латышской социал-демократией, которые вошли в состав РСДРП как территориальные организации, ведущие работу среди пролетариата всех национальностей данного района. Съезд принял также проект условий объединения с Бундом, но в специальной резолюции решительно высказался против организации пролетариата по национальностям. На съезде по инициативе Украинской социал-демократической рабочей партии был поставлен вопрос об объединении с УСДРП, однако соглашения с ней не состоялось.

### Устав
Съезд закончил работу принятием нового устава партии. Первый параграф устава был утвержден в формулировке Ленина, отстаивавшейся им ещё на II съезде партии и принятой III съездом.

### Выборные органы
В Центральный Комитет, выбранный на съезде, вошли 3 большевика и 7 меньшевиков. Редакция Центрального Органа была составлена только из одних меньшевиков.

### Экспроприации
Одним из дискуссионных вопросов на съезде был вопрос отношения к экспроприациям. Ленин и его сторонники считали экспроприации одной из форм «партизанских боевых выступлений» против правительства и признавали допустимыми экспроприации для финансирования революционной деятельности. Оппоненты указывали на деморализующее воздействие грабежей на членов партии. В результате дискуссий съезд принял резолюцию о запрещении экспроприаций.

## Объединение
На съезде произошло формальное объединение партии после раскола, произошедшего на II съезде. Признавая на словах организационное единство РСДРП, большевики-ленинцы оставляли за собой право идейной борьбы с остальными социал-демократами. Главным идейным результатом съезда поэтому явилось, по словам Ленина, «не объединение, а ясная и определённая размежёвка» фракций социал-демократии. Ликвидировав формально раскол, съезд усилил на время единство действий партийных организаций, но он не привел к действительному объединению. По свидетельству Г. Е. Зиновьева, большевики создали отдельный Центральный комитет, «нелегальный в партийном отношении»:

В ЦК взяли несколько наших товарищей, как мы тогда говорили, — заложниками. Но в то же время, на самом съезде, большевики составили свой внутренний и нелегальный в партийном отношении Центральный комитет. Этот период в истории нашей партии, когда мы были в меньшинстве и в ЦК, и в Петроградском комитете и должны были скрывать свою сепаратную работу.

Не получив большинства на Съезде, большевики создали секретный организационный аппарат, отдельный от остальной партии — «Большевистский центр». Т.о. Ленин был вновь допущен к партийному руководству наряду с Л. Б. Красиным и А. А. Богдановым. Теперь он получил возможность готовить отмену тех решений Съезда, с которыми был несогласен.
Впоследствии эти действия Ленина привели к окончательному расколу РСДРП на Шестой (Пражской) Всероссийской партийной конференции РСДРП (январь 1912, Прага), которая положила начало оформлению ленинской фракции в самостоятельную партию — РСДРП(б).